# Chiesa di Sant'Andrea in Riva
La chiesa di Sant'Andrea in Riva è un luogo di culto cattolico del centro di Treviso, sede dell'omonima parrocchia posta nel Vicariato Urbano della Diocesi di Treviso.

## Storia
L'edificio è posto in prossimità del Sile (donde il nome "in Riva"), sulla riva sinistra, in prossimità del palazzo degli Azzoni Avogadro, nel luogo corrispondente al primo nucleo urbano di Treviso. È documentato sin dall'XI secolo, quando un documento ne attesta la donazione da parte del vescovo di Treviso al potente capitolo della Cattedrale. Già consacrata una prima volta nel 1719, viene riedificata verso il 1780 su disegno di Giordano Riccati. Tra il 1834 ed il 1835 vennero aggiunte le navate laterali, come avvenne per la Chiesa di Santo Stefano, ad opera di Francesco Zambon. Dal XVI secolo la chiesa è sede della scuola dei "marangoni" (falegnami). La parrocchia ha dato i natali al beato Giuseppe Toniolo, che è stato battezzato nell'attuale fonte battesimale.

## Descrizione

### Esterno
La facciata è suddivisa da quattro pilastri posti su piedistallo; capitelli compositi reggenti un timpano triangolare. La porta, invece, ha un frontone curvo. Più basse le ali laterali con semifrontoni retti da pilastri e con portali sormontati da timpani triangolari. Sul retro, il campanile, del XVII secolo, con tamburo ottagonale.

### Interno
L'interno è a tre navate divise da archi semplici che terminano in un presbiterio sporgente e due cappelle minori ai lati. Soffitto centrale piatto, con raccordi a vele, mentre le navate laterali hanno volte a crociera. È ricoperta da affreschi realizzati da Carlo Donati (1874-1949) nel 1930. Varie le pale d'altare di autori insigni: di Giovanni Carlo Bevilacqua quella dell'altar maggiore, quindi nelle cappelle laterali dipinti di Francesco Bissolo, Gian Battista Carrer, Ludovico Pozzoserrato e della scuola del Guercino.

#### Organo a canne
Posto sulla cantoria in controfacciata, si trova l'organo a canne, costruito da un ignoto organaro di scuola veneta nel XVIII secolo.
Lo strumento, racchiuso entro una cassa lignea decorata con ricchi fregi e putti dorati, è a trasmissione meccanica ed ha un'unica tastiera di 45 note con prima ottava scavezza e pedaliera a leggio di 17 note con prima ottava scavezza e costantemente unita al manuale.